# GetGlue
GetGlue fue una red social para fanáticos de la televisión. Sus usuarios podían hacer "check-in" en películas, series de televisión u otro evento televisivo mediante el sitio web y las aplicaciones para móviles.
El servicio fue lanzado en 2010 por AdaptiveBlue, una compañía con sede en Nueva York. 
Viggle, competidor de la red social anunció el 19 de noviembre de 2012 la adquisición de GetGlue por 25 millones de dólares en efectivo y 48,3 millones de acciones de Viggle, valorando a GetGlue en unos 85 millones de dólares. El 13 de enero de 2013, Alex Iskold anunció en el blog de GetGlue que la fusión entre las dos redes sociales se cancelaba y seguirían siendo empresas separadas.
GetGlue tiene múltiples socios, entre ellos 20th Century Fox, The CW, AMC, ABC Family, Disney Theatrical, Discovery, ESPN, FOX, Food Network, Hachette, HBO, HGTV, MTV, MSNBC, Showtime, Penguin, PBS, WWE, Random House, Simon and Schuster, Syfy, Sony Pictures, Travel Channel, USA Network, Universal Pictures, y Warner Bros.
GetGlue fue adquirida por i.TV en noviembre de 2013.
En enero de 2014, GetGlue cambió su nombre por tvtag.
El 19 de diciembre de 2014, tvtag anunció a sus usuarios que el proyecto cerraría definitivamente el 1 de enero de 2015.